# Чайка (фотоаппарат)
«Чайка» — советский шкальный полуформатный фотоаппарат. Первая модель из одноимённого семейства.
Выпускался в 1965—1967 годах Минским механическим заводом имени С. И. Вавилова (Белорусское оптико-механическое объединение).
«Чаек» первой модели выпущено 171 400 экз.

## Технические характеристики
- Тип — шкальный полуформатный фотоаппарат.
- Тип применяемого фотоматериала — плёнка типа 135 в стандартных кассетах.
- Размер кадра — 18×24 мм.
- Корпус — металлический, с откидной задней стенкой.
- Курковый взвод затвора и перемотка плёнки, несъёмная приёмная катушка.
- Спусковая кнопка на передней панели камеры, что по замыслу конструкторов должно уменьшить «шевелёнку». Резьба под спусковой тросик выполнена отдельно.
- Объектив — «Индустар-69» 2,8/28, несъёмный. Диаметр резьбы под светофильтр — М22,5×0,5 мм.
- Фотографический затвор — центральный залинзовый, пятилепестковый, значения выдержек от 1/30 до 1/250 с и «В»[1].
- Синхроконтакт «X», обойма для крепления фотовспышки отсутствует, крепление на дополнительный кронштейн-планку (входила в комплект фотовспышки или приобреталась отдельно).
- Наводка на резкость по шкале расстояний и символов.
- Видоискатель оптический телескопический с увеличением 0,45×.
- При открывании головки задней стенки счётчик кадров сбрасывается, разблокировка транспортирующего зубчатого валика отдельной кнопкой. Голова обратной перемотки типа «рулетка».
- Резьба штативного гнезда 1/4 дюйма.